# Сігалес
Сігалес (ісп. Cigales) — муніципалітет в Іспанії, у складі автономної спільноти Кастилія-і-Леон, у провінції Вальядолід. Населення — 4572 особи (2010).
Муніципалітет розташований на відстані близько 170 км на північний захід від Мадрида, 12 км на північ від Вальядоліда.

## Демографія
Динаміка населення (INE ):

## Галерея зображень

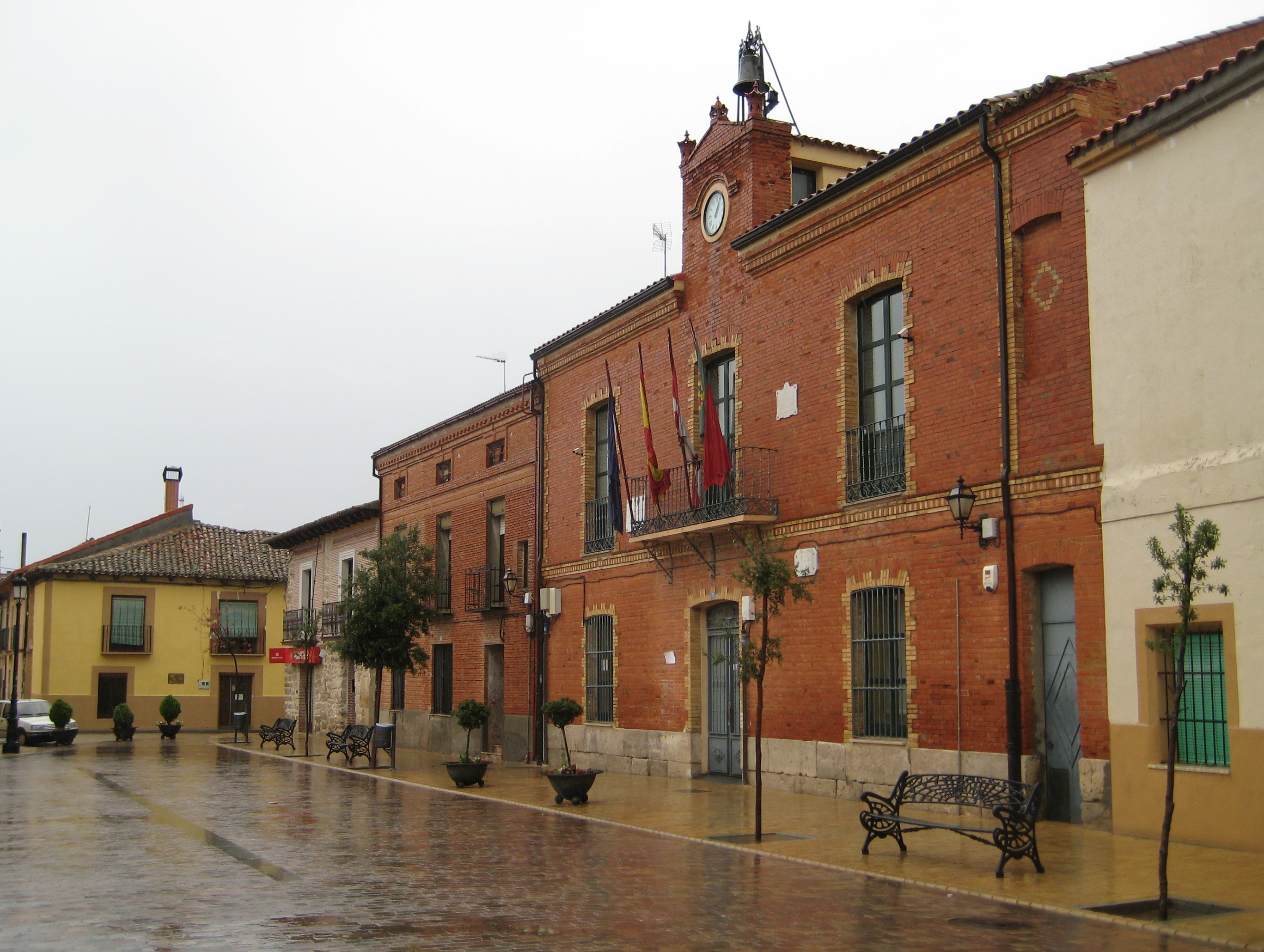
Муніципальна рада